# Coopérations décentralisées des communes de l'Essonne
En 2010, soixante-huit communes françaises de l'Essonne avaient conclu des accords de coopération décentralisée prenant la forme de jumelages, d'appui ou d'aide au développement avec cent cinquante entités administratives étrangères dans vingt-quatre pays différents. Cette liste présente tous les accords de coopération répertoriés par le ministère français des Affaires étrangères.

## Liste des coopérations décentralisées

### Jumelages et accords avec l'Allemagne
| Commune essonnienne       | Commune allemande (de) Gemeinde                       | Land                        | Localisation                      | Année |
| ------------------------- | ----------------------------------------------------- | --------------------------- | --------------------------------- | ----- |
| Arpajon                   | Freising (de)Freising                                 | Bavière                     | 48° 24′ 11″ nord, 11° 44′ 57″ est | 1990  |
| Athis-Mons                | Rothenburg ob der Tauber (de)Rothenburg ob der Tauber | Bavière                     | 49° 22′ 50″ nord, 10° 10′ 43″ est | 1976  |
| Bondoufle                 | Nörten-Hardenberg (de)Nörten-Hardenberg               | Basse-Saxe                  | 51° 37′ 49″ nord, 9° 56′ 12″ est  | 1970  |
| Boussy-Saint-Antoine      | Neuenhaus (de)Neuenhaus                               | Basse-Saxe                  | 52° 29′ 53″ nord, 6° 58′ 00″ est  | 1986  |
| Brunoy                    | Wittlich (de)Wittlich                                 | Rhénanie-Palatinat          | 49° 59′ 00″ nord, 6° 53′ 00″ est  | 1979  |
| Corbeil-Essonnes          | Sindelfingen (de)Sindelfingen                         | Bade-Wurtemberg             | 48° 42′ 30″ nord, 9° 00′ 13″ est  | 1960  |
| Crosne                    | Schotten (de)Schotten                                 | Hesse                       | 50° 30′ 08″ nord, 9° 07′ 25″ est  | 1964  |
| Dourdan                   | Bad Wiessee (de)Bad Wiessee                           | Bavière                     | 47° 43′ 10″ nord, 11° 43′ 06″ est | 1963  |
| Draveil                   | Oberkirch (de)Oberkirch                               | Bade-Wurtemberg             | 48° 31′ 55″ nord, 8° 04′ 38″ est  | 1971  |
| Épinay-sous-Sénart        | Isernhagen (de)Isernhagen                             | Basse-Saxe                  | 52° 28′ 35″ nord, 9° 47′ 51″ est  | 1989  |
| Étampes                   | Borna (de)Borna                                       | Saxe                        | 51° 07′ 35″ nord, 12° 30′ 02″ est | 2000  |
| Étréchy                   | Ostrach (de)Ostrach                                   | Bade-Wurtemberg             | 47° 57′ 07″ nord, 9° 23′ 04″ est  | 1973  |
| Évry-Courcouronnes        | Troisdorf (de)Troisdorf                               | Rhénanie-du-Nord-Westphalie | 50° 48′ 51″ nord, 7° 09′ 16″ est  | 1960  |
| Gif-sur-Yvette            | Olpe (de)Olpe                                         | Rhénanie-du-Nord-Westphalie | 51° 01′ 46″ nord, 7° 50′ 37″ est  | 2001  |
| Igny                      | Köln-Lövenich (de)Köln-Lövenich                       | Rhénanie-du-Nord-Westphalie | 50° 56′ 49″ nord, 6° 49′ 46″ est  | 1967  |
| Juvisy-sur-Orge           | Thale (de)Thale                                       | Saxe-Anhalt                 | 51° 45′ 20″ nord, 11° 02′ 44″ est | 2001  |
| La Ville-du-Bois          | Tirschenreuth (de)Tirschenreuth                       | Bavière                     | 49° 52′ 41″ nord, 12° 20′ 14″ est | 2001  |
| Limours                   | Minfeld (de)Minfeld                                   | Rhénanie-Palatinat          | 49° 04′ 19″ nord, 8° 08′ 18″ est  | 1985  |
| Lisses                    | Aue-Fallstein (de)Aue-Fallstein                       | Saxe-Anhalt                 | 52° 00′ 51″ nord, 10° 49′ 05″ est | 1995  |
| Longjumeau                | Bretten (de)Bretten                                   | Bade-Wurtemberg             | 49° 02′ 13″ nord, 8° 42′ 36″ est  | 1981  |
| Longpont-sur-Orge         | Neukirchen (de)Neukirchen                             | Hesse                       | 50° 52′ 15″ nord, 9° 20′ 35″ est  | 1987  |
| Maisse                    | Morsbach (de)Morsbach                                 | Rhénanie-du-Nord-Westphalie | 50° 51′ 52″ nord, 7° 43′ 41″ est  | 1970  |
| Marcoussis                | Waldsassen (de)Waldsassen                             | Bavière                     | 50° 00′ 07″ nord, 12° 18′ 26″ est | 1970  |
| Marolles-en-Hurepoix      | Coppenbrügge (de)Coppenbrügge                         | Basse-Saxe                  | 52° 07′ 15″ nord, 9° 32′ 54″ est  | 1994  |
| Mauchamps                 | Hoßkirch (de)Hoßkirch                                 | Bade-Wurtemberg             | 47° 56′ 24″ nord, 9° 26′ 33″ est  | 1988  |
| Mennecy                   | Renningen (de)Renningen                               | Bade-Wurtemberg             | 48° 45′ 57″ nord, 8° 56′ 12″ est  | 1982  |
| Milly-la-Forêt            | Morsbach (de)Morsbach                                 | Rhénanie-du-Nord-Westphalie | 50° 51′ 52″ nord, 7° 43′ 41″ est  | 1970  |
| Montgeron                 | Eschborn (de)Eschborn                                 | Hesse                       | 50° 08′ 36″ nord, 8° 34′ 08″ est  | 1985  |
| Montgeron                 | Viernau (de)Viernau                                   | Thuringe                    | 50° 40′ 02″ nord, 10° 33′ 11″ est | 1992  |
| Montlhéry                 | Stetten am kalten Markt (de)Stetten am kalten Markt   | Bade-Wurtemberg             | 48° 07′ 27″ nord, 9° 04′ 40″ est  | 1978  |
| Morangis                  | Plaidt (de)Plaidt                                     | Rhénanie-Palatinat          | 50° 23′ 28″ nord, 7° 23′ 32″ est  | 1976  |
| Orsay                     | Kempen (de)Kempen                                     | Rhénanie-du-Nord-Westphalie | 51° 21′ 48″ nord, 6° 25′ 06″ est  | 1973  |
| Palaiseau                 | Unna (de)Unna                                         | Rhénanie-du-Nord-Westphalie | 51° 32′ 04″ nord, 7° 41′ 09″ est  | 1969  |
| Paray-Vieille-Poste       | Kruft (de)Kruft                                       | Rhénanie-Palatinat          | 50° 23′ 11″ nord, 7° 20′ 17″ est  | 1967  |
| Saclay                    | Mechterstädt (de)Mechterstädt                         | Thuringe                    | 50° 56′ 31″ nord, 10° 31′ 18″ est | 1994  |
| Saint-Germain-lès-Corbeil | Rosbach vor der Höhe (de)Rosbach vor der Höhe         | Hesse                       | 50° 18′ 15″ nord, 8° 41′ 06″ est  | 1995  |
| Sainte-Geneviève-des-Bois | Obertshausen (de)Obertshausen                         | Hesse                       | 50° 04′ 27″ nord, 8° 51′ 19″ est  | 1971  |
| Verrières-le-Buisson      | Hövelhof (de)Hövelhof                                 | Rhénanie-du-Nord-Westphalie | 51° 49′ 14″ nord, 8° 39′ 29″ est  | 1985  |
| Villebon-sur-Yvette       | Liederbach am Taunus (de)Liederbach am Taunus         | Hesse                       | 50° 07′ 14″ nord, 8° 29′ 35″ est  | 1985  |
| Villemoisson-sur-Orge     | Bad Schwartau (de)Bad Schwartau                       | Schleswig-Holstein          | 53° 55′ 16″ nord, 10° 40′ 48″ est | 1995  |
| Viry-Châtillon            | Erftstadt (de)Erftstadt                               | Rhénanie-du-Nord-Westphalie | 50° 48′ 11″ nord, 6° 46′ 03″ est  | 1980  |
| Wissous                   | Heidenrod (de)Heidenrod                               | Hesse                       | 50° 08′ 25″ nord, 8° 00′ 25″ est  | 1984  |
| Yerres                    | Mendig (de)Mendig                                     | Rhénanie-Palatinat          | 50° 22′ 24″ nord, 7° 16′ 31″ est  | 1968  |

### Jumelages et accords avec l'Autriche
| Commune essonnienne  | Commune autrichienne Gemeinde | District Bezirk | État Land | Localisation                      | Année |
| -------------------- | ----------------------------- | --------------- | --------- | --------------------------------- | ----- |
| Boutigny-sur-Essonne | Lans (de)Lans                 | Innsbruck-Land  | Tyrol     | 47° 14′ 18″ nord, 11° 25′ 58″ est | 1961  |

### Jumelages et accords avec la Belgique
| Commune essonnienne | Commune belge Gemeinde | Province Provincie | Région Gewest | Localisation                     | Année |
| ------------------- | ---------------------- | ------------------ | ------------- | -------------------------------- | ----- |
| Crosne              | Belœil                 | Hainaut            | Wallonie      | 50° 32′ 58″ nord, 3° 43′ 57″ est | 1964  |
| Paray-Vieille-Poste | Péruwelz               | Hainaut            | Wallonie      | 50° 30′ 26″ nord, 3° 35′ 25″ est | 1986  |

### Jumelages et accords avec le Bénin
| Commune essonnienne | Commune béninoise | Département | Localisation                    | Année |
| ------------------- | ----------------- | ----------- | ------------------------------- | ----- |
| Montgeron           | Grand-Popo        | Mono        | 6° 15′ 50″ nord, 1° 44′ 30″ est | 2003  |

### Jumelages et accords avec la Bulgarie
| Commune essonnienne | Ville bulgare Списък | Oblast Oбласт | Localisation                      | Année |
| ------------------- | -------------------- | ------------- | --------------------------------- | ----- |
| Vigneux-sur-Seine   | Trojan (bg)Троян     | Lovetch       | 42° 53′ 04″ nord, 24° 42′ 39″ est | 2001  |

### Jumelages et accords avec le Burkina Faso
| Commune essonnienne | Ville burkinabè Gemeinde | Département  | Province | Région    | Localisation                       | Année |
| ------------------- | ------------------------ | ------------ | -------- | --------- | ---------------------------------- | ----- |
| Étréchy             | Dano                     | Dano         | Ioba     | Sud-Ouest | 11° 08′ 32″ nord, 3° 03′ 32″ ouest | 2005  |
| Linas               | Zingan                   | Koper        | Ioba     | Sud-Ouest | 11° 04′ 00″ nord, 2° 54′ 00″ ouest | 1983  |
| Marcoussis          | Bérégadougou             | Bérégadougou | Comoé    | Cascades  | 10° 46′ 11″ nord, 4° 43′ 59″ ouest | 2007  |

### Jumelages et accords avec le Canada
| Commune essonnienne   | Ville canadienne City      | Province | Localisation                        | Année |
| --------------------- | -------------------------- | -------- | ----------------------------------- | ----- |
| Dourdan               | Lac-Mégantic               | Québec   | 45° 34′ 21″ nord, 70° 52′ 49″ ouest | 1985  |
| Évry-Courcouronnes    | Repentigny                 | Québec   | 45° 44′ 31″ nord, 73° 27′ 13″ ouest | 1989  |
| Lardy                 | Les Laurentides            | Québec   | 45° 51′ 09″ nord, 73° 45′ 26″ ouest | 1990  |
| Montgeron             | Magog                      | Québec   | 45° 16′ 00″ nord, 72° 09′ 20″ ouest | 1986  |
| Quincy-sous-Sénart    | Saint-Bruno-de-Montarville | Québec   | 45° 32′ 02″ nord, 73° 21′ 03″ ouest | 1983  |
| Villemoisson-sur-Orge | Saint-Émile                | Québec   | 46° 52′ 15″ nord, 71° 20′ 16″ ouest | 1993  |
| Villiers-le-Bâcle     | Waterville                 | Québec   | 45° 16′ 39″ nord, 71° 53′ 27″ ouest | 1989  |

### Jumelages et accords avec l'Espagne
| Commune essonnienne | Commune espagnole Municipio                 | Province Provincia | Communauté autonome Comunidad autónoma | Localisation                       | Année |
| ------------------- | ------------------------------------------- | ------------------ | -------------------------------------- | ---------------------------------- | ----- |
| Bondoufle           | Tolosa (es)Tolosa                           | Guipuscoa          | Communauté autonome du Pays basque     | 43° 08′ 13″ nord, 2° 04′ 26″ ouest | 1981  |
| Chilly-Mazarin      | Carlet (es)Carlet                           | Valence            | Communauté valencienne                 | 39° 13′ 35″ nord, 0° 31′ 16″ ouest | 1988  |
| Corbeil-Essonnes    | Alzira (es)Alcira                           | Valence            | Communauté valencienne                 | 39° 09′ 06″ nord, 0° 26′ 26″ ouest | 1991  |
| Villebon-sur-Yvette | Las Rozas de Madrid (es)Las Rozas de Madrid | Madrid             | Communauté de Madrid                   | 40° 29′ 36″ nord, 3° 52′ 31″ ouest | 1990  |

### Jumelages et accords avec l'Estonie
| Commune essonnienne | Ville estonienne Linn | Région Maakond | Localisation                      | Année |
| ------------------- | --------------------- | -------------- | --------------------------------- | ----- |
| Quincy-sous-Sénart  | Saue (ekk)Saue        | Harjumaa       | 59° 19′ 15″ nord, 24° 33′ 17″ est | 2006  |

### Jumelages et accords avec le Gabon
| Commune essonnienne | Ville gabonaise | Département | Province | Localisation                    | Année |
| ------------------- | --------------- | ----------- | -------- | ------------------------------- | ----- |
| Évry-Courcouronnes  | Bikele          | Komo-Mondah | Estuaire | 0° 24′ 02″ nord, 9° 35′ 00″ est | 2010  |

### Jumelages et accords avec la Hongrie
| Commune essonnienne   | Ville hongroise Város | Comitat Megye | Localisation                      | Année |
| --------------------- | --------------------- | ------------- | --------------------------------- | ----- |
| Saint-Michel-sur-Orge | Veszprém (hu)Veszprém | Veszprém      | 47° 05′ 35″ nord, 17° 54′ 50″ est | 1996  |

### Jumelages et accords avec l'Irlande
| Commune essonnienne | Ville irlandaise City                                | Comté Contae - County | Province Cúige - Province | Localisation                       | Année |
| ------------------- | ---------------------------------------------------- | --------------------- | ------------------------- | ---------------------------------- | ----- |
| Athis-Mons          | Ballina (ga)Béal an Átha (en)Ballina                 | Comté de Mayo         | Connacht                  | 54° 06′ 43″ nord, 9° 09′ 27″ ouest | 1992  |
| Saclay              | Ballincollig (ga)Baile an Chollaigh (en)Ballincollig | Comté de Cork         | Munster                   | 51° 53′ 16″ nord, 8° 35′ 14″ ouest | 1994  |

### Jumelages et accords avec Israël
| Commune essonnienne | Conseil local מועצה מקומית | District מחוזות ישראל | Localisation                      | Année |
| ------------------- | -------------------------- | --------------------- | --------------------------------- | ----- |
| Ris-Orangis         | Tel Mond (he)תל מונד       | District centre       | 32° 15′ 24″ nord, 34° 55′ 06″ est | 2000  |

### Jumelages et accords avec l'Italie
| Commune essonnienne | Commune italienne Comune        | Province Provincia | Région Regione | Localisation                      | Année |
| ------------------- | ------------------------------- | ------------------ | -------------- | --------------------------------- | ----- |
| Athis-Mons          | Sora (it)Sora                   | Frosinone          | Latium         | 41° 43′ 00″ nord, 13° 37′ 04″ est | 1993  |
| Bièvres             | Palestrina (it)Palestrina       | Rome               | Latium         | 41° 50′ 07″ nord, 12° 53′ 04″ est | 2007  |
| Chamarande          | Lentiai (it)Lentiai             | Belluno            | Vénétie        | 46° 02′ 42″ nord, 12° 01′ 14″ est | 1970  |
| Massy               | Ascoli Piceno (it)Ascoli Piceno | Ascoli Piceno      | Marches        | 42° 51′ 19″ nord, 13° 34′ 30″ est | 1998  |
| Mennecy             | Occhiobello (it)Occhiobello     | Rovigo             | Vénétie        | 44° 55′ 18″ nord, 11° 34′ 53″ est | 2003  |
| Morangis            | Bedonia (it)Bedonia             | Parme              | Émilie-Romagne | 44° 30′ 00″ nord, 9° 38′ 00″ est  | 2009  |
| Nozay               | Assago (it)Assago               | Milan              | Lombardie      | 45° 24′ 18″ nord, 9° 07′ 49″ est  | 2006  |
| Quincy-sous-Sénart  | Montemarciano (it)Montemarciano | Ancône             | Marches        | 43° 38′ 23″ nord, 13° 18′ 30″ est | 1983  |
| Saint-Chéron        | Vicovaro (it)Vicovaro           | Rome               | Latium         | 42° 01′ 06″ nord, 12° 53′ 46″ est | 2003  |
| Sermaise            | Postiglione (it)Postiglione     | Salerne            | Campanie       | 40° 33′ 36″ nord, 15° 14′ 00″ est | 2006  |
| Villabe             | Migliarino (it)Migliarino       | Ferrare            | Émilie-Romagne | 44° 46′ 15″ nord, 11° 56′ 06″ est | 2003  |

### Jumelages et accords avec la Lettonie
| Commune essonnienne | Ville lettonne Pilsēta | District Rajoni | Localisation                      | Année |
| ------------------- | ---------------------- | --------------- | --------------------------------- | ----- |
| Villebon-sur-Yvette | Saldus (lv)Saldus      | Saldus          | 56° 39′ 48″ nord, 22° 29′ 17″ est | 1994  |

### Jumelages et accords avec Madagascar
| Commune essonnienne | Commune malgache Kaominina | District Departemanta | Région Faritra | Localisation                     | Année |
| ------------------- | -------------------------- | --------------------- | -------------- | -------------------------------- | ----- |
| Morangis            | Imerina Imady              | Ambositra             | Amoron'i Mania | 20° 32′ 00″ sud, 47° 20′ 00″ est | 2007  |

### Jumelages et accords avec le Mali
| Commune essonnienne   | Commune malienne | Cercle         | Région     | Localisation                        | Année |
| --------------------- | ---------------- | -------------- | ---------- | ----------------------------------- | ----- |
| Bures-sur-Yvette      | Koréra Koré      | Nioro du Sahel | Kayes      | 15° 08′ 01″ nord, 8° 57′ 24″ ouest  | 1999  |
| Évry-Courcouronnes    | Kayes            | Kayes          | Kayes      | 14° 27′ 27″ nord, 11° 26′ 09″ ouest | 1991  |
| Limours               | Nioro du Sahel   | Nioro du Sahel | Kayes      | 15° 13′ 55″ nord, 9° 35′ 20″ ouest  | 1983  |
| Longjumeau            | Bamba            | Bourem         | Gao        | 10° 22′ 21″ nord, 7° 08′ 51″ ouest  | 1990  |
| Saint-Michel-sur-Orge | Ber              | Tombouctou     | Tombouctou | 15° 49′ 00″ nord, 3° 35′ 00″ ouest  | 1988  |

### Jumelages et accords avec le Nicaragua
| Commune essonnienne | Ville nicaraguayenne Ciudad | Département Departamento | Localisation                        | Année |
| ------------------- | --------------------------- | ------------------------ | ----------------------------------- | ----- |
| Évry-Courcouronnes  | Estelí (es)Estelí           | Estelí                   | 13° 05′ 20″ nord, 86° 21′ 22″ ouest | 1985  |

### Jumelages et accords avec le Niger
| Commune essonnienne | Ville nigérienne | Département | Région    | Localisation                     | Année |
| ------------------- | ---------------- | ----------- | --------- | -------------------------------- | ----- |
| Vert-le-Petit       | Ayorou           | Tillabéri   | Tillabéri | 14° 44′ 05″ nord, 0° 55′ 11″ est | 1974  |

### Jumelages et accords avec la Palestine
| Commune essonnienne | Ville palestinienne      | Localisation                      | Année |
| ------------------- | ------------------------ | --------------------------------- | ----- |
| Évry-Courcouronnes  | Khan Younès (ar)خان يونس | 31° 21′ 14″ nord, 34° 17′ 15″ est | 1999  |
| Ris-Orangis         | Salfeet (ar)سلفيت        | 32° 05′ 06″ nord, 35° 10′ 51″ est | 2000  |

### Jumelages et accords avec la Pologne
| Commune essonnienne | Ville polonaise Miasto  | Voïvodie Województwo | Localisation                      | Année |
| ------------------- | ----------------------- | -------------------- | --------------------------------- | ----- |
| Évry-Courcouronnes  | Nowy Targ (pl)Nowy Targ | Petite-Pologne       | 49° 28′ 39″ nord, 20° 01′ 56″ est | 1992  |

### Jumelages et accords avec le Portugal
| Commune essonnienne       | Municipalité portugaise Município                           | District Distrito | Sous-région Subregião | Région Região | Localisation                       | Année |
| ------------------------- | ----------------------------------------------------------- | ----------------- | --------------------- | ------------- | ---------------------------------- | ----- |
| Brunoy                    | Espinho (pt)Espinho                                         | Aveiro            | Grand Porto           | Nord          | 41° 00′ 24″ nord, 8° 38′ 40″ ouest | 1986  |
| Corbeil-Essonnes          | Belinho (pt)Belinho                                         | Braga             | Cávado                | Nord          | 41° 35′ 26″ nord, 8° 47′ 05″ ouest | 1991  |
| Draveil                   | Esmoriz (pt)Esmoriz                                         | Aveiro            | Basse Vouga           | Centre        | 40° 57′ 27″ nord, 8° 37′ 38″ ouest | 1990  |
| Épinay-sous-Sénart        | Espinho (pt)Espinho                                         | Aveiro            | Grand Porto           | Nord          | 41° 00′ 24″ nord, 8° 38′ 39″ ouest | 1986  |
| Les Ulis                  | Sátão (pt)Sátão                                             | Viseu             | Dão-Lafões            | Centre        | 40° 44′ 35″ nord, 7° 43′ 59″ ouest | 2009  |
| Longjumeau                | Condeixa-a-Nova (pt)Condeixa-a-Nova                         | Coimbra           | Bas Mondego           | Centre        | 40° 06′ 52″ nord, 8° 30′ 00″ ouest | 1990  |
| Massy                     | Faro (pt)Faro                                               | Faro              | Algarve               | Algarve       | 37° 00′ 55″ nord, 7° 56′ 06″ ouest | 1990  |
| Montgeron                 | Póvoa de Varzim (pt)Póvoa de Varzim                         | Porto             | Grand Porto           | Nord          | 41° 22′ 58″ nord, 8° 45′ 46″ ouest | 1986  |
| Morangis                  | Pechão (pt)Pechão                                           | Faro              | Algarve               | Algarve       | 37° 03′ 26″ nord, 7° 52′ 21″ ouest | 2006  |
| Orsay                     | Vila Nova de Paiva (pt)Vila Nova de Paiva                   | Viseu             | Dão-Lafões            | Centre        | 40° 51′ 00″ nord, 7° 44′ 00″ ouest | 2009  |
| Sainte-Geneviève-des-Bois | Penafiel (pt)Penafiel                                       | Porto             | Tâmega                | Nord          | 41° 12′ 25″ nord, 8° 17′ 08″ ouest | 1999  |
| Vert-le-Grand             | Idanha-a-Nova (pt)Idanha-a-Nova                             | Castelo Branco    | Beira intérieure Sud  | Centre        | 39° 55′ 11″ nord, 7° 14′ 12″ ouest | 1995  |
| Vigneux-sur-Seine         | Monção (pt)Monção                                           | Viana do Castelo  | Minho-Lima            | Nord          | 42° 04′ 44″ nord, 8° 28′ 48″ ouest | 2004  |
| Wissous                   | Figueira de Castelo Rodrigo (pt)Figueira de Castelo Rodrigo | Guarda            | Beira intérieure Nord | Centre        | 40° 53′ 45″ nord, 6° 57′ 49″ ouest | 1990  |

### Jumelages et accords avec la République tchèque
| Commune essonnienne   | Ville tchèque Seznam                | Région Kraj    | Localisation                      | Année |
| --------------------- | ----------------------------------- | -------------- | --------------------------------- | ----- |
| Marcoussis            | Mariánské Lázně (cs)Mariánské Lázně | Karlovy Vary   | 49° 57′ 53″ nord, 12° 42′ 04″ est | 2006  |
| Nozay                 | Střelice (cs)Střelice               | Moravie-du-Sud | 49° 09′ 11″ nord, 16° 30′ 15″ est | 2006  |
| Saint-Michel-sur-Orge | Žamberk (cs)Žamberk                 | Pardubice      | 50° 05′ 15″ nord, 16° 27′ 53″ est | 1996  |

### Jumelages et accords avec la Roumanie
| Commune essonnienne | Commune roumaine Comună                 | Département Judeţe | Macro-région Macroregiuni | Localisation                      | Année |
| ------------------- | --------------------------------------- | ------------------ | ------------------------- | --------------------------------- | ----- |
| Athis-Mons          | Sinaia (ro)Sinaia                       | Prahova            | Munténie                  | 49° 09′ 11″ nord, 16° 30′ 15″ est | 1995  |
| Draveil             | Păltinoasa (ro)Păltinoasa               | Suceava            | Moldavie                  | 47° 32′ 49″ nord, 25° 58′ 31″ est | 1995  |
| La Ferté-Alais      | Brusturi (ro)Brusturi                   | Neamţ              | Moldavie                  | 47° 10′ 16″ nord, 22° 13′ 11″ est | 1990  |
| Les Ulis            | Gropeni (ro)Gropeni                     | Brăila             | Munténie                  | 45° 04′ 36″ nord, 27° 52′ 43″ est | 1992  |
| Yerres              | Câmpulung la Tisa (ro)Câmpulung la Tisa | Maramureş          | Transylvanie              | 47° 35′ 24″ nord, 23° 27′ 36″ est | 1990  |

### Jumelages et accords avec le Royaume-Uni
| Commune essonnienne       | Cité du Royaume-Uni City                      | Comté County      | Nation          | Localisation                       | Année |
| ------------------------- | --------------------------------------------- | ----------------- | --------------- | ---------------------------------- | ----- |
| Boissy-sous-Saint-Yon     | Colney Heath (en)Colney Heath                 | Hertfordshire     | Angleterre      | 51° 44′ 17″ nord, 0° 15′ 11″ ouest | 1982  |
| Breuillet                 | Ammanford (en)Ammanford                       | Dyfed             | Pays de Galles  | 51° 47′ 34″ nord, 3° 59′ 17″ ouest | 1997  |
| Brunoy                    | Reigate and Banstead (en)Reigate and Banstead | Surrey            | Angleterre      | 51° 17′ 01″ nord, 0° 12′ 36″ ouest | 1991  |
| Corbeil-Essonnes          | Strathkelvin (en)Strathkelvin                 | Stirlingshire     | Écosse          | 55° 55′ 41″ nord, 4° 08′ 03″ ouest | 1983  |
| Crosne                    | Maybole (en)Maybole                           | South Ayrshire    | Écosse          | 55° 21′ 17″ nord, 4° 41′ 10″ ouest | 1982  |
| Dourdan                   | Great Dunmow (en)Great Dunmow                 | Essex             | Angleterre      | 51° 52′ 18″ nord, 0° 21′ 48″ est   | 1991  |
| Draveil                   | Hove (en)Hove                                 | Sussex            | Angleterre      | 50° 49′ 49″ nord, 0° 10′ 04″ ouest | 1990  |
| Épinay-sous-Sénart        | Peacehaven (en)Peacehaven                     | Sussex de l'Est   | Angleterre      | 50° 47′ 41″ nord, 0° 00′ 12″ ouest | 1989  |
| Épinay-sous-Sénart        | Reigate (en)Reigate                           | Surrey            | Angleterre      | 51° 14′ 16″ nord, 0° 12′ 21″ ouest | 1991  |
| Étréchy                   | Lydd (en)Lydd                                 | Kent              | Angleterre      | 50° 57′ 09″ nord, 0° 54′ 26″ est   | 1970  |
| Évry-Courcouronnes        | Bexley (en)Bexley                             | Kent              | Angleterre      | 51° 26′ 29″ nord, 0° 08′ 55″ est   | 1966  |
| Gometz-la-Ville           | High Ham (en)High Ham                         | Somerset          | Angleterre      | 51° 04′ 33″ nord, 2° 49′ 18″ ouest | 1995  |
| Igny                      | Crewkerne (en)Crewkerne                       | Somerset          | Angleterre      | 50° 52′ 59″ nord, 2° 47′ 45″ ouest | 1976  |
| Itteville                 | Newick (en)Newick                             | Sussex de l'Est   | Angleterre      | 50° 58′ 31″ nord, 0° 00′ 57″ est   | 1988  |
| Les Ulis                  | Thetford (en)Thetford                         | Norfolk           | Angleterre      | 52° 21′ 30″ nord, 0° 14′ 44″ est   | 1996  |
| Longjumeau                | Pontypool (en)Pontypool                       | Gwent             | Pays de Galles  | 51° 42′ 02″ nord, 3° 02′ 20″ ouest | 1994  |
| Marolles-en-Hurepoix      | Southam (en)Southam                           | Warwickshire      | Angleterre      | 52° 15′ 08″ nord, 1° 23′ 18″ ouest | 1992  |
| Mennecy                   | Countesthorpe (en)Countesthorpe               | Leicestershire    | Angleterre      | 52° 33′ 15″ nord, 1° 08′ 15″ ouest | 1984  |
| Milly-la-Forêt            | Forest Row (en)Forest Row                     | Sussex de l'Est   | Angleterre      | 51° 05′ 54″ nord, 0° 02′ 00″ est   | 1992  |
| Morangis                  | Chard (en)Chard                               | Somerset          | Angleterre      | 50° 52′ 22″ nord, 2° 53′ 45″ ouest | 1994  |
| Ollainville               | Tutbury (en)Tutbury                           | Staffordshire     | Angleterre      | 52° 51′ 25″ nord, 1° 41′ 11″ ouest | 2001  |
| Orsay                     | Ely (en)Ely                                   | Cambridgeshire    | Angleterre      | 52° 23′ 58″ nord, 0° 15′ 34″ est   | 1981  |
| Saint-Chéron              | Rotherfield (en)Rotherfield                   | Sussex de l'Est   | Angleterre      | 51° 02′ 46″ nord, 0° 13′ 10″ est   | 1986  |
| Saint-Germain-lès-Corbeil | Wroughton (en)Wroughton                       | Wiltshire         | Angleterre      | 51° 31′ 24″ nord, 1° 47′ 29″ ouest | 1987  |
| Saintry-sur-Seine         | Polegate (en)Polegate                         | Sussex de l'Est   | Angleterre      | 53° 49′ 51″ nord, 0° 15′ 11″ est   | 1991  |
| Saint-Vrain               | Thaxted (en)Thaxted                           | Essex             | Angleterre      | 51° 57′ 09″ nord, 0° 20′ 40″ est   | 2000  |
| Soisy-sur-Seine           | Westbury (en)Westbury                         | Wiltshire         | Angleterre      | 51° 15′ 37″ nord, 2° 11′ 08″ ouest | 1978  |
| Verrières-le-Buisson      | Swanley (en)Swanley                           | Kent              | Angleterre      | 51° 23′ 45″ nord, 0° 10′ 35″ est   | 1989  |
| Vert-le-Grand             | Wingham (en)Wingham                           | Kent              | Angleterre      | 51° 16′ 24″ nord, 1° 12′ 54″ est   | 1994  |
| Vigneux-sur-Seine         | Limavady (en)Limavady                         | Londonderry       | Irlande du Nord | 55° 03′ 03″ nord, 6° 57′ 02″ ouest | 1995  |
| Villebon-sur-Yvette       | Whitnash (en)Whitnash                         | Warwickshire      | Angleterre      | 52° 16′ 14″ nord, 1° 31′ 18″ ouest | 1993  |
| Villiers-le-Bâcle         | Bildeston (en)Bildeston                       | Suffolk           | Angleterre      | 52° 06′ 30″ nord, 0° 54′ 27″ est   | 1989  |
| Viry-Châtillon            | Wokingham (en)Wokingham                       | Berkshire         | Angleterre      | 51° 24′ 40″ nord, 0° 50′ 06″ ouest | 1988  |
| Wissous                   | Balcombe (en)Balcombe                         | Sussex de l'Ouest | Angleterre      | 51° 03′ 36″ nord, 0° 07′ 59″ ouest | 1990  |

### Jumelages et accords avec le Sénégal
| Commune essonnienne | Commune sénégalaise | Région  | Département | Localisation                        | Année |
| ------------------- | ------------------- | ------- | ----------- | ----------------------------------- | ----- |
| Les Ulis            | Sédhiou             | Sédhiou | Sédhiou     | 12° 42′ 17″ nord, 15° 39′ 19″ ouest | 1995  |

## Pour approfondir
- Pour l'ensemble des points mentionnés sur cette page : voir sur OpenStreetMap (aide), Bing Cartes (aide) ou télécharger au format KML (aide).

## Sources
1. ↑  Annuaire des communes jumelées de l'Essonne Consulté le 13/11/2009.
2. ↑  Atlas français de la coopération décentralisée sur le site du ministère des Affaires étrangères. Consulté le 07/12/2009.
3. ↑  Fiche du jumelage Arpajon - Freising sur le site du ministère français des Affaires étrangères. Consulté le 07/01/2013.
4. ↑  Fiche du jumelage Athis-Mons - Rothenburg ob der Tauber sur le site du ministère français des Affaires étrangères. Consulté le 07/01/2013.
5. ↑  Fiche du jumelage Bondoufle - Nörten-Hardenberg sur le site du ministère français des Affaires étrangères. Consulté le 07/0/2013.
6. ↑  Fiche du jumelage Boussy-Saint-Antoine - Neuenhaus sur le site du ministère français des Affaires étrangères. Consulté le 07/0/2013.
7. ↑  Fiche du jumelage Brunoy - Wittlich sur le site du ministère français des Affaires étrangères. Consulté le 07/01/2013.
8. ↑  Fiche du jumelage Corbeil-Essonnes - Sindelfingen sur le site du ministère français des Affaires étrangères. Consulté le 07/01/2013.
9. ↑  Fiche du jumelage Crosne - Schotten sur le site du ministère français des Affaires étrangères. Consulté le 07/01/2013.
10. ↑  Fiche du jumelage Dourdan - Bad Wiessee sur le site du ministère français des Affaires étrangères. Consulté le 07/01/2013.
11. ↑  Fiche du jumelage Draveil - Oberkirch sur le site du ministère français des Affaires étrangères. Consulté le 07/01/2013.
12. ↑  Fiche du jumelage Épinay-sous-Sénart - Isernhagen sur le site du ministère français des Affaires étrangères. Consulté le 08/01/2013.
13. ↑  Fiche du jumelage Étampes - Borna sur le site du ministère français des Affaires étrangères. Consulté le 08/01/2013.
14. ↑  Fiche du jumelage Étréchy - Ostrach sur le site du ministère français des Affaires étrangères. Consulté le 08/01/2013.
15. ↑  Fiche du jumelage Évry - Troisdorf sur le site du ministère français des Affaires étrangères. Consulté le 08/01/2013.
16. ↑  Fiche du jumelage Gif-sur-Yvette - Olpe sur le site du ministère français des Affaires étrangères. Consulté le 08/01/2013.
17. ↑  Fiche du jumelage Igny - Köln-Lövenich sur le site du ministère français des Affaires étrangères. Consulté le 08/01/2013.
18. ↑  Fiche du jumelage Juvisy-sur-Orge - Thale sur le site du ministère français des Affaires étrangères. Consulté le 08/01/2013.
19. ↑  Fiche du jumelage La Ville-du-Bois - Tirschenreuth sur le site du ministère français des Affaires étrangères. Consulté le 08/01/2013.
20. ↑  Fiche du jumelage Limours - Minfeld sur le site du ministère français des Affaires étrangères. Consulté le 08/01/2013.
21. ↑  Fiche du jumelage Lisses - Aue-Fallstein sur le site du ministère français des Affaires étrangères. Consulté le 08/01/2013.
22. ↑  Fiche du jumelage Longjumeau - Bretten sur le site du ministère français des Affaires étrangères. Consulté le 08/01/2013.
23. ↑  Fiche du jumelage Longpont-sur-Orge - Neukirchen sur le site du ministère français des Affaires étrangères. Consulté le 08/01/2013.
24. ↑  Fiche du jumelage Maisse - Morsbach sur le site du ministère français des Affaires étrangères. Consulté le 08/01/2013.
25. ↑  Fiche du jumelage Marcoussis - Waldsassen sur le site du ministère français des Affaires étrangères. Consulté le 08/01/2013.
26. ↑  Fiche du jumelage Marolles-en-Hurepoix - Coppenbrügge sur le site du ministère français des Affaires étrangères. Consulté le 08/01/2013.
27. ↑  Fiche du jumelage Mauchamps - Hoßkirch sur le site du ministère français des Affaires étrangères. Consulté le 08/01/2013.
28. ↑  Fiche du jumelage Mennecy - Renningen sur le site du ministère français des Affaires étrangères. Consulté le 08/01/2013.
29. ↑  Fiche du jumelage Milly-la-Forêt - Morsbach sur le site du ministère français des Affaires étrangères. Consulté le 08/01/2013.
30. ↑  Fiche du jumelage Montgeron - Eschborn sur le site du ministère français des Affaires étrangères. Consulté le 08/01/2013.
31. ↑  Fiche du jumelage Montgeron - Viernau sur le site du ministère français des Affaires étrangères. Consulté le 08/01/2013.
32. ↑  Fiche du jumelage Montlhéry - Stetten am kalten Markt sur le site du ministère français des Affaires étrangères. Consulté le 08/01/2013.
33. ↑  Fiche du jumelage Morangis - Plaidt sur le site du ministère français des Affaires étrangères. Consulté le 14/11/2009.
34. ↑  Fiche du jumelage Orsay - Kempen sur le site du ministère français des Affaires étrangères. Consulté le 09/01/2013.
35. ↑  Fiche du jumelage Palaiseau - Unna sur le site du ministère français des Affaires étrangères. Consulté le 09/01/2013.
36. ↑  Fiche du jumelage Paray-Vieille-Poste - Kruft sur le site du ministère français des Affaires étrangères. Consulté le 09/01/2013.
37. ↑  Fiche du jumelage Saclay - Mechterstädt sur le site du ministère français des Affaires étrangères. Consulté le 09/01/2013.
38. ↑  Fiche du jumelage Saint-Germain-lès-Corbeil - Rosbach vor der Höhe sur le site du ministère français des Affaires étrangères. Consulté le 09/01/2013.
39. ↑  Fiche du jumelage Sainte-Geneviève-des-Bois - Obertshausen sur le site du ministère français des Affaires étrangères. Consulté le 09/01/2013.
40. ↑  Fiche du jumelage Verrières-le-Buisson - Hövelhof sur le site du ministère français des Affaires étrangères. Consulté le 09/01/2013.
41. ↑  Fiche du jumelage Villebon-sur-Yvette - Liederbach am Taunus sur le site du ministère français des Affaires étrangères. Consulté le 14/11/2009.
42. ↑  Fiche du jumelage Villemoisson-sur-Orge - Bad Schwartau sur le site du ministère français des Affaires étrangères. Consulté le 09/01/2013.
43. ↑  Fiche du jumelage Viry-Châtillon - Erftstadt sur le site du ministère français des Affaires étrangères. Consulté le 09/01/2013.
44. ↑  Fiche du jumelage Wissous - Heidenrod sur le site du ministère français des Affaires étrangères. Consulté le 09/01/2013.
45. ↑  Fiche du jumelage Yerres - Mendig sur le site du ministère français des Affaires étrangères. Consulté le 09/01/2013.
46. ↑  Fiche du jumelage Boutigny-sur-Essonne - Lans sur le site du ministère français des Affaires étrangères. Consulté le 14/11/2009.
47. ↑  Fiche du jumelage Crosne - Belœil sur le site du ministère français des Affaires étrangères. Consulté le 07/01/2013.
48. ↑  Fiche du jumelage Paray-Vieille-Poste - Péruwelz sur le site du ministère français des Affaires étrangères. Consulté le 09/01/2013.
49. ↑  Fiche du jumelage Montgeron - Grand-Popo sur le site du ministère français des Affaires étrangères. Consulté le 24/11/2009.
50. ↑  Fiche du jumelage Vigneux-sur-Seine - Trojan sur le site du ministère français des Affaires étrangères. Consulté le 09/01/2013.
51. ↑  Fiche de l'accord d'aide au développement Étréchy - Dano sur le site du ministère français des Affaires étrangères. Consulté le 14/11/2009.
52. ↑  Fiche de l'accord d'aide au développement Linas - Zingan sur le site du ministère français des Affaires étrangères. Consulté le 08/01/2013.
53. ↑  Fiche de l'accord d'aide au développement Marcoussis - Bérégadougou sur le site du ministère français des Affaires étrangères. Consulté le 08/01/2013.
54. ↑  Fiche du jumelage Dourdan - Lac-Mégantic sur le site du ministère français des Affaires étrangères. Consulté le 07/01/2013.
55. ↑  Fiche du jumelage Évry - Repentigny sur le site du ministère français des Affaires étrangères. Consulté le 08/01/2013.
56. ↑  Fiche du jumelage Lardy - Les Laurentides sur le site du ministère français des Affaires étrangères. Consulté le 08/01/2013.
57. ↑  Fiche du jumelage Montgeron - Magog sur le site du ministère français des Affaires étrangères. Consulté le 08/01/2013.
58. ↑  Fiche du jumelage Quincy-sous-Sénart - Saint-Bruno-de-Montarville sur le site du ministère français des Affaires étrangères. Consulté le 09/01/2013.
59. ↑  Fiche du jumelage Villemoisson-sur-Orge - Saint-Émile sur le site du ministère français des Affaires étrangères. Consulté le 09/01/2013.
60. ↑  Fiche du jumelage Villiers-le-Bâcle - Waterville sur le site du ministère français des Affaires étrangères. Consulté le 09/01/2013.
61. ↑  Fiche du jumelage Bondoufle - Tolosa sur le site du ministère français des Affaires étrangères. Consulté le 07/01/2013.
62. ↑  Fiche du jumelage Chilly-Mazarin - Carlet sur le site du ministère français des Affaires étrangères. Consulté le 07/01/2013.
63. ↑  Fiche du jumelage Corbeil-Essonnes - Alzira sur le site du ministère français des Affaires étrangères. Consulté le 07/01/2013.
64. ↑  Fiche du jumelage Villebon-sur-Yvette - Las Rozas de Madrid sur le site du ministère français des Affaires étrangères. Consulté le 09/01/2013.
65. ↑  Fiche du jumelage Quincy-sous-Sénart - Saue sur le site du ministère français des Affaires étrangères. Consulté le 09/01/2013.
66. ↑  Fiche du jumelage Courcouronnes - Bikele sur le site du ministère français des Affaires étrangères. Consulté le 07/01/2013.
67. ↑  Fiche du jumelage Saint-Michel-sur-Orge - Veszprém sur le site du ministère français des Affaires étrangères. Consulté le 09/01/2013.
68. ↑  Fiche du jumelage Athis-Mons - Ballina sur le site du ministère français des Affaires étrangères. Consulté le 07/01/2013.
69. ↑  Fiche du jumelage Saclay - Ballincollig sur le site du ministère français des Affaires étrangères. Consulté le 09/01/2013.
70. ↑  Fiche du jumelage Ris-Orangis - Tel Mond sur le site du ministère français des Affaires étrangères. Consulté le 09/01/2013.
71. ↑  Fiche du jumelage Athis-Mons - Sora sur le site du ministère français des Affaires étrangères. Consulté le 07/01/2013.
72. ↑  Fiche du jumelage Bièvres - Palestrina sur le site du ministère français des Affaires étrangères. Consulté le 07/01/2013.
73. ↑  Fiche du jumelage Chamarande - Lentiai sur le site du ministère français des Affaires étrangères. Consulté le 07/01/2013.
74. ↑  Fiche du jumelage Massy - Ascoli Piceno sur le site du ministère français des Affaires étrangères. Consulté le 08/01/2013.
75. ↑  Fiche du jumelage Mennecy - Occhiobello sur le site du ministère français des Affaires étrangères. Consulté le 08/01/2013.
76. ↑  Liste des jumelages de la commune de Morangis sur son site officiel. Consulté le 08/06/2012.
77. ↑  Fiche du jumelage Nozay - Assago sur le site du ministère français des Affaires étrangères. Consulté le 09/01/2013.
78. ↑  Fiche du jumelage Quincy-sous-Sénart - Montemarciano sur le site du ministère français des Affaires étrangères. Consulté le 09/01/2013.
79. ↑  Fiche du jumelage Saint-Chéron - Vicovaro sur le site du ministère français des Affaires étrangères. Consulté le 09/01/2013.
80. ↑  Fiche du jumelage Sermaise - Postiglione sur le site du ministère français des Affaires étrangères. Consulté le 09/01/2013.
81. ↑  Fiche du jumelage Villabe - Migliarino sur le site du ministère français des Affaires étrangères. Consulté le 09/01/2013.
82. ↑  Fiche du jumelage Villebon-sur-Yvette - Saldus sur le site du ministère français des Affaires étrangères. Consulté le 09/01/2013.
83. ↑  Fiche du partenariat avec Morangis - Imerina Imady sur le site du ministère français des Affaires étrangères. Consulté le 24/11/2009.
84. ↑  Fiche du jumelage Bures-sur-Yvette - Koréra-Koré sur le site du ministère français des Affaires étrangères. Consulté le 07/01/2013.
85. ↑  Fiche du jumelage Évry - Kayes sur le site du ministère français des Affaires étrangères. Consulté le 08/01/2013.
86. ↑  Fiche du jumelage Limours - Nioro du Sahel sur le site du ministère français des Affaires étrangères. Consulté le 08/01/2013.
87. ↑  Fiche du jumelage Longjumeau - Bamba sur le site du ministère français des Affaires étrangères. Consulté le 08/01/2013.
88. ↑  Fiche du jumelage Saint-Michel-sur-Orge - Ber sur le site du ministère français des Affaires étrangères. Consulté le 09/01/2013.
89. ↑  Fiche du jumelage Évry - Estelí sur le site du ministère français des Affaires étrangères. Consulté le 08/01/2013.
90. ↑  Fiche du partenariat Vert-le-Petit - Ayorou sur le site du ministère français des Affaires étrangères. Consulté le 15/11/2009.
91. ↑  Fiche du partenariat Évry - Khan Younès sur le site du ministère français des Affaires étrangères. Consulté le 08/01/2013.
92. ↑  Fiche du partenariat Ris-Orangis - Salfeet sur le site du ministère français des Affaires étrangères. Consulté le 09/01/2013.
93. ↑  Fiche du partenariat Évry - Nowy Targ sur le site du ministère français des Affaires étrangères. Consulté le 08/01/2013.
94. ↑  Fiche du partenariat Brunoy - Espinho sur le site du ministère français des Affaires étrangères. Consulté le 07/01/2013.
95. ↑  Fiche du partenariat Corbeil-Essonnes - Belinho sur le site du ministère français des Affaires étrangères. Consulté le 07/01/2013.
96. ↑  Fiche du partenariat Draveil - Esmoriz sur le site du ministère français des Affaires étrangères. Consulté le 07/01/2013.
97. ↑  Fiche du partenariat Épinay-sous-Sénart - Espinho sur le site du ministère français des Affaires étrangères. Consulté le 08/01/2013.
98. ↑  Fiche du partenariat Longjumeau - Condeixa-a-Nova sur le site du ministère français des Affaires étrangères. Consulté le 08/01/2013.
99. ↑  Fiche du partenariat Massy - Faro sur le site du ministère français des Affaires étrangères. Consulté le 08/01/2013.
100. ↑  Fiche du partenariat Montgeron - Póvoa de Varzim sur le site du ministère français des Affaires étrangères. Consulté le 08/01/2013.
101. ↑  Fiche du partenariat Morangis - Pechão sur le site du ministère français des Affaires étrangères. Consulté le 15/11/2009.
102. ↑  Fiche du partenariat Sainte-Geneviève-des-Bois - Penafiel sur le site du ministère français des Affaires étrangères. Consulté le 09/01/2013.
103. ↑  Fiche du partenariat Vert-le-Grand - Idanha-a-Nova sur le site du ministère français des Affaires étrangères. Consulté le 09/01/2013.
104. ↑  Fiche du partenariat Vigneux-sur-Seine - Monção sur le site du ministère français des Affaires étrangères. Consulté le 09/01/2013.
105. ↑  Fiche du partenariat Wissous - Figueira de Castelo Rodrigo sur le site du ministère français des Affaires étrangères. Consulté le 09/01/2013.
106. ↑  Fiche du partenariat Marcoussis - Mariánské Lázně sur le site du ministère français des Affaires étrangères. Consulté le 08/01/2013.
107. ↑  Fiche du partenariat Nozay - Střelice sur le site du ministère français des Affaires étrangères. Consulté le 09/01/2013.
108. ↑  Fiche du partenariat Saint-Michel-sur-Orge - Žamberk sur le site du ministère français des Affaires étrangères. Consulté le 09/01/2013.
109. ↑  Fiche du partenariat Athis-Mons - Sinaïa sur le site du ministère français des Affaires étrangères. Consulté le 07/01/2013.
110. ↑  Fiche du partenariat Draveil - Păltinoasa sur le site du ministère français des Affaires étrangères. Consulté le 07/01/2013.
111. ↑  Fiche du partenariat La Ferté-Alais - Brusturi sur le site du ministère français des Affaires étrangères. Consulté le 08/01/2013.
112. ↑  Fiche du partenariat Les Ulis - Gropeni sur le site du ministère français des Affaires étrangères. Consulté le 16/11/2009.
113. ↑  Fiche du partenariat Yerres - Câmpulung la Tisa sur le site du ministère français des Affaires étrangères. Consulté le 20/12/2009.
114. ↑  Fiche du partenariat Boissy-sous-Saint-Yon - Colney Heath sur le site du ministère français des Affaires étrangères. Consulté le 07/01/2013.
115. ↑  Fiche du partenariat Breuillet - Ammanford sur le site du ministère français des Affaires étrangères. Consulté le 07/01/2013.
116. ↑  Fiche du partenariat Brunoy - Reigate and Banstead sur le site du ministère français des Affaires étrangères. Consulté le 07/01/2013.
117. ↑  Fiche du partenariat Corbeil-Essonnes - Strathkelvin sur le site du ministère français des Affaires étrangères. Consulté le 07/01/2013.
118. ↑  Fiche du partenariat Crosne - Maybole sur le site du ministère français des Affaires étrangères. Consulté le 07/01/2013.
119. ↑  Fiche du partenariat Dourdan - Great Dunmow sur le site du ministère français des Affaires étrangères. Consulté le 07/01/2013.
120. ↑  Fiche du partenariat Draveil - Hove sur le site du ministère français des Affaires étrangères. Consulté le 07/01/2013.
121. ↑  Fiche du partenariat Épinay-sous-Sénart - Peacehaven sur le site du ministère français des Affaires étrangères. Consulté le 08/01/2013.
122. ↑  Fiche du partenariat Épinay-sous-Sénart - Reigate sur le site du ministère français des Affaires étrangères. Consulté le 08/01/2013.
123. ↑  Fiche du partenariat Étréchy - Lydd sur le site du ministère français des Affaires étrangères. Consulté le 08/01/2013.
124. ↑  Fiche du partenariat Évry - Bexley sur le site du ministère français des Affaires étrangères. Consulté le 08/01/2013.
125. ↑  Fiche du partenariat Gometz-la-Ville - High Ham sur le site du ministère français des Affaires étrangères. Consulté le 08/01/2013.
126. ↑  Fiche du partenariat Igny - Crewkerne sur le site du ministère français des Affaires étrangères. Consulté le 08/01/2013.
127. ↑  Fiche du partenariat Itteville - Newick sur le site du ministère français des Affaires étrangères. Consulté le 08/01/2013.
128. ↑  Fiche du partenariat Les Ulis - Thetford sur le site du ministère français des Affaires étrangères. Consulté le 08/01/2013.
129. ↑  Fiche du partenariat Longjumeau - Pontypool sur le site du ministère français des Affaires étrangères. Consulté le 08/01/2013.
130. ↑  Fiche du partenariat Marolles-en-Hurepoix - Southam sur le site du ministère français des Affaires étrangères. Consulté le 08/01/2013.
131. ↑  Fiche du partenariat Mennecy - Countesthorpe sur le site du ministère français des Affaires étrangères. Consulté le 08/01/2013.
132. ↑  Fiche du partenariat Milly-la-Forêt - Forest Row sur le site du ministère français des Affaires étrangères. Consulté le 08/01/2013.
133. ↑  Fiche du partenariat Morangis - Chard sur le site du ministère français des Affaires étrangères. Consulté le 16/11/2009.
134. ↑  Fiche du partenariat Ollainville - Tutbury sur le site du ministère français des Affaires étrangères. Consulté le 09/01/2013.
135. ↑  Fiche du partenariat Orsay - Ely sur le site du ministère français des Affaires étrangères. Consulté le 09/01/2013.
136. ↑  Fiche du partenariat Saint-Chéron - Rotherfield sur le site du ministère français des Affaires étrangères. Consulté le 16/11/2009.
137. ↑  Fiche du partenariat Saint-Germain-lès-Corbeil - Wroughton sur le site du ministère français des Affaires étrangères. Consulté le 09/01/2013.
138. ↑  Fiche du partenariat Saintry-sur-Seine - Polegate sur le site du ministère français des Affaires étrangères. Consulté le 09/01/2013.
139. ↑  Fiche du partenariat Saint-Vrain - Thaxted sur le site du ministère français des Affaires étrangères. Consulté le 09/01/2013.
140. ↑  Fiche du partenariat Soisy-sur-Seine - Westbury sur le site du ministère français des Affaires étrangères. Consulté le 09/01/2013.
141. ↑  Fiche du partenariat Verrières-le-Buisson - Swanley sur le site du ministère français des Affaires étrangères. Consulté le 09/01/2013.
142. ↑  Fiche du partenariat Vert-le-Grand - Wingham sur le site du ministère français des Affaires étrangères. Consulté le 09/01/2013.
143. ↑  Fiche du partenariat Vigneux-sur-Seine - Limavady sur le site du ministère français des Affaires étrangères. Consulté le 09/01/2013.
144. ↑  Fiche du partenariat Villebon-sur-Yvette - Whitnash sur le site du ministère français des Affaires étrangères. Consulté le 09/01/2013.
145. ↑  Fiche du partenariat Villiers-le-Bâcle - Bildeston sur le site du ministère français des Affaires étrangères. Consulté le 09/01/2013.
146. ↑  Fiche du partenariat Viry-Châtillon - Wokingham sur le site du ministère français des Affaires étrangères. Consulté le 09/01/2013.
147. ↑  Fiche du partenariat Wissous - Balcombe sur le site du ministère français des Affaires étrangères. Consulté le 09/01/2013.
148. ↑  Fiche du partenariat Les Ulis - Sédhiou sur le site du ministère français des Affaires étrangères. Consulté le 08/01/2013.